# Жахнівка
Жа́хнівка — село в Україні, у Вінницькому районі Вінницької області. Населення становить 282 осіб. Входить до складу Тиврівської селищної громади.

## Історія
Серед історичних подій відомий  повітряний бій 11 січня 1944 року поблизу села  радянського бомбардувальника Пе(Петляков)-2, що вилетів з розвідувальним польотом, з німецькими винищувачами "Мессершмітт",в ході бою радянський літак був збитий і упав на полі між селами Красне та Пирогів. Один з його пілотів загинув на місці, другий прийшов до села Жахнівка, де переховувався місцевими жителями та імовірно загинув при переході лінії фронту, а командир літака Ільясов врятувався.В 1983 році на місці падіння літака проведено розкопки, ініційовані уродженцем Красного активістом-пошуковцем Іваном Безкоровайним, та споруджено пам'ятник.
Того ж дня на розвідку вилетіли ще два літаки Пе-2.Один з них був збитий поблизу села Ворошилівка теперішньої Гніванської міськради Вінницького району.Другий намагався приземлитися на аеродромі селища Сутиски,але згорів.Їх екіпажі загинули.
7 (20) листопада 1917 року, відповідно до Третього Універсалу Української Центральної Ради, увійшло до складу Української Народної Республіки.
12 червня 2020 року, відповідно до Розпорядження Кабінету Міністрів України від  № 707-р «Про визначення адміністративних центрів та затвердження територій територіальних громад Вінницької області», увійшло до складу Тиврівської селищної територіальної громади.
19 липня 2020 року, в результаті адміністративно-територіальної реформи та ліквідації Тиврівського району, село увійшло до складу Вінницького району.

## Відомі уродженці
У селі народилися:
- Михайло Якович Калинович — мовознавець. На честь цього встановлено меморіальну дошку.
- Довгань Костянтин Андрійович (1902 (за іншими даними 1892) — 1937)) — український радянський книгознавець, літературний критик, бібліограф.